# Arabella logani
Arabella logani är en ringmaskart som beskrevs av Crossland 1924. Arabella logani ingår i släktet Arabella och familjen Oenonidae. Inga underarter finns listade i Catalogue of Life.